# توم واتسون (سياسي)
توم واتسون (بالإنجليزية: Tom Watson) هو مدون وسياسي بريطاني، ولد في 8 يناير 1967 في شفيلد في المملكة المتحدة. حزبياً، نشط في حزب العمال.

## مناصب
- انتخب وزير الخدمة المدنية [الإنجليزية]‏ (25 يناير 2008 – 5 يونيو 2009).
- انتخب Chair of the Labour Party (UK) [الإنجليزية]‏ (12 سبتمبر 2015 – 14 يونيو 2017).
- انتخب وزير دولة - ظل - للثقافة والإعلام والرياضة [الإنجليزية]‏ (7 أكتوبر 2016 – ).
- انتخب نائب زعيم حزب العمال [الإنجليزية]‏ (12 سبتمبر 2015 – ).
- في الانتخابات العامة في المملكة المتحدة 2001، انتخب عضو برلمان المملكة المتحدة الـ53 عن دائرة شرق بروميتش الغربية وقد انضم خلال فترته النيابية ‏ (7 يونيو 2001 – 11 أبريل 2005) للكتلة البرلمانية حزب العمال.
- في الانتخابات العامة في المملكة المتحدة 2005، انتخب عضو برلمان المملكة المتحدة الـ54 عن دائرة شرق بروميتش الغربية وقد انضم خلال فترته النيابية ‏ (5 مايو 2005 – 12 أبريل 2010) للكتلة البرلمانية حزب العمال.
- في انتخابات المملكة المتحدة لعام 2010، انتخب عضو برلمان المملكة المتحدة الـ55 عن دائرة شرق بروميتش الغربية وقد انضم خلال فترته النيابية ‏ (6 مايو 2010 – 30 مارس 2015) للكتلة البرلمانية حزب العمال.
- في الانتخابات العامة في المملكة المتحدة 2015، انتخب عضو برلمان المملكة المتحدة الـ56 عن دائرة شرق بروميتش الغربية وقد انضم خلال فترته النيابية ‏ (8 مايو 2015 – 3 مايو 2017) للكتلة البرلمانية حزب العمال.
- في الانتخابات التشريعية البريطانية 2017، انتخب عضو برلمان المملكة المتحدة الـ57 عن دائرة شرق بروميتش الغربية وقد انضم خلال فترته النيابية ‏ (8 يونيو 2017 – ) للكتلة البرلمانية حزب العمال.
- انتخب Parliamentary under-secretary of state [الإنجليزية]‏ (5 مايو 2006 – ).
- انتخب Parliamentary secretary [الإنجليزية]‏ (25 يناير 2008 – 5 يونيو 2009).

## وصلات خارجية
- الموقع الرسمي